# Björn Stigsson
Björn Stigsson, född 27 april 1951, är en svensk gitarrist och en av pionjärerna inom svensk kristen hårdrock, kanske bäst känd för grupperna Leviticus och XT. Han grundade och driver BTS Studio.

## Diskografi
- Stå och titta på med Leviticus (1982)
- Jag skall segra med Leviticus (1983)
- I shall Conquer med Leviticus (1984)
- The strongest power med Leviticus (1985)
- Setting fire to the earth med Leviticus (1987)
- Together with friends (1987)
- Knights of heaven med Leviticus (1989)
- XT med XT (1992)
- Taxfree med XT (1993)
- The best of Leviticus med Leviticus (1994)
- Extended empire med XT (1995)
- Live at Bobfest med Leviticus (2003)
- 35 years Anniversary – in His service CD/DVD Box med Leviticus (2016)
- A new Beginning (2016)